# Восемь рук, чтобы обнять тебя
«Восемь рук, чтобы обнять тебя» — книга Олега Чилапа, написанная в середине девяностых годов и изданная в 2006 году и ставшая бестселлером. Рассказывает о жизни советской молодежи 60-х — 70-х, и о том, как музыка «Битлз» изменило их мироощущение.
Вышла также в формате аудиокниги. Впервые главы из книги прозвучали в эфире радиостанции "Вокс" в 1993 году.